# Casa Espardanyó
Casa Espardanyó és una casa de Betren al municipi de Vielha e Mijaran (Vall d'Aran) inclosa a l'Inventari del Patrimoni Arquitectònic de Catalunya.

## Descripció
És una casa de planta quadrangular, d'acord amb la façana compta amb una planta baixa, un primer pis i un "humarau" amb llucanes; el "penau" separa la coberta de la casa veïna. La façana, paral·lela a la "capièra", és orientada al nord i presenta els murs avui amb pedra vista encara que, temps endarrere, aquests eren arrebossats. El portal d'entrada és constituït, als muntants, per grans blocs de pedra, i a la part superior, per una llinda de forma irregular que presenta la següent inscripció: "[monograma de Crist] AVE [monograma de Maria] S[i]N PECADO CON[cebida]//: PAU RIMONT De CAL".

## Història
És evident que es tracta d'un segona línia dels Rimont documentats també a Çò de Marianna, Betren (vegeu). El locatiu Cal probablement té a veure amb Calb i es troba en l'arrel de Calvet, Calvi, Calvinet, Calbetó, cognoms documentats a la Val d'ençà del segle xii. Abans un portal arrebossat a l'església de Sant Esteve tancava la plaça de Cal. S. Temprano reporta que Çò de Cal de Betren, antiga rectoria, fou adquirida pel matrimoni Mariano Cano Pinós i Sofia Nart Jaquet (1870); els Cano, provinents de Vinaròs, destacaren a la Val com a "arjesaires".